# カーダール・タマーシュ
カーダール・タマーシュ（ハンガリー語:Kádár Tamás 、1990年3月14日 - ）は、ハンガリー・ヴェスプレーム出身のプロサッカー選手。ハンガリー代表。天津津門虎足球倶楽部所属。ポジションはディフェンダー。

## 経歴

### クラブ
2006年、ザラエゲルセグTEでプロデビュー。2007年12月、プレミアリーグのボルトン・ワンダラーズFCとニューカッスル・ユナイテッドFCのトライアルに参加した。
2008年1月、トライアルに参加していたニューカッスルと正式に契約を結んだ。加入初年度はリザーブチームを主戦場としつつ、トップチームの試合で何度かベンチ入りした。2009年1月、リザーブチームの試合で脚を骨折し半年間の戦線離脱を余儀なくされた。7月に復帰し、翌8月のフットボールリーグカップ・ハダースフィールド・タウンFC戦でようやく加入後初めてトップチームの試合に出場した。同月のレスター・シティFC戦でプレミアリーグ初出場。2011年1月、フットボールリーグ1のハダースフィールド・タウンFCにレンタル移籍。2012年6月、契約満了によりニューカッスルを退団。
2012年8月、トライアルを経てローダJCと契約を結んだ。シーズン後半は母国ハンガリーのディオーシュジュールVTKにレンタル移籍した。
2013年6月、レンタルで加入していたディオーシュジュールに完全移籍。
2015年1月、エクストラクラサのレフ・ポズナンに移籍。
2017年2月、FCディナモ・キーウに移籍。

### 代表
2008年5月12日に代表初招集を受けたが、出場機会はなかった。2010年11月17日のリトアニア戦で代表初キャップ。
2012年10月16日のトルコ戦でサライ・アーダームのゴールをアシストしたのを皮切りに、フェロー諸島戦、ノルウェー戦でもアシストを決め攻撃的左サイドバックとしての評価を高めた。
UEFA EURO 2016のメンバーにも選ばれ、グループステージのオーストリア戦とアイスランド戦に出場した。
2017年8月31日の2018 FIFAワールドカップ・ヨーロッパ予選ラトビア戦で代表初得点を挙げた。

## タイトル

### クラブ
ニューカッスル
- フットボールリーグ・チャンピオンシップ: 2009–10

ディオーシュジュール
- マジャル・クパ: 2013–14

レフ・ポズナン
- エクストラクラサ: 2014-15
- ポーランド・スーパーカップ: 2015, 2016